# Ander Vilariño
Ander Vilariño Facal (ur. 6 listopada 1979 roku w Fuenterrabía) – hiszpański kierowca wyścigowy.

## Kariera
Vilariño rozpoczął karierę w wyścigach samochodowych w 1996 roku od startów w Francuskiej Formule Renault Campus, gdzie trzykrotnie stawał na podium, a dwukrotnie na jego najwyższym stopniu. Uplasował się tam na czwartej pozycji w klasyfikacji generalnej. W późniejszych latach pojawiał się także w stawce Francuskiej Formuły Renault, Formula Super Toyota Spain, Le Mans Endurance Series, Hiszpańskiej Formuły 3, World Series by Nissan, V de V Challenge Sprint, V de V Challenge Endurance Moderne, Italian Prototype Championship, Speed EuroSeries, Racecar Series - Elite, Euro Racecar NASCAR Touring Series oraz NASCAR K&N Pro Series.